# مرکوری مونتگو

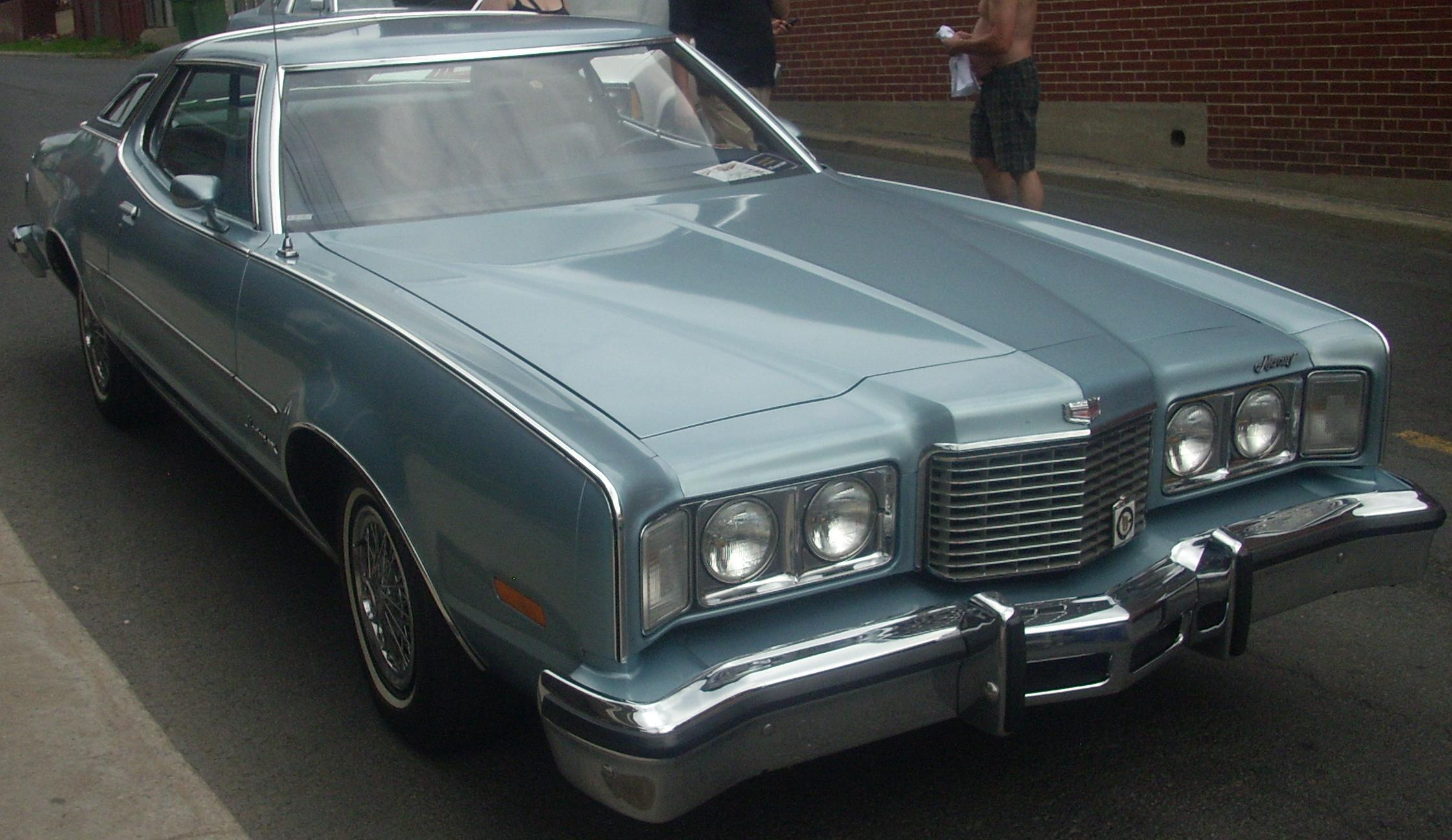

مرکوری مونتگو (Mercury Montego) خودرویی است که در سال‌های ۱۹۶۸ تا ۱۹۷۶ و مجدداً از سال ۲۰۰۵ تا ۲۰۰۷تولید شده‌است.